# 리처드 카일리
리처드 카일리(Richard Kiley, 1922년 3월 31일 ~ 1999년 3월 5일)는 미국의 배우이다.

## 출연 작품
- 패치 아담스 (1998)
- 타임 투 세이 굿바이? (1997)
- 매리와 팀 (1996)
- 페노메논 (1996)
- 시크릿 (1995)
- 탐정 행스 (1994)
- 비주얼 바이블: 매튜 (1993)
- 피켓 펜스 (1992)
- 세퍼레이트 벗 이퀄 (1991)
- 건스모크 2 (1990)
- 카멜레온 스트리트 (1989)
- 내일이 오면 (1986)
- 허클베리 핀의 모험 (1985)
- 가시나무 새 (1983)
- 끝없는 사랑 (1981)
- 내 어깨 위의 천사 (1980)
- 불타는 서부 - 77년 시리즈 (1977)
- 미스터 굿바를 찾아서 (1977)
- 어린 왕자 (1974)
- 펜듈럼 (1969)
- 심야의 화랑 (1969)
- 게리슨 유격대 (1967)
- FBI(영어판) (1965)
- 스패니쉬 어페어 (1958)
- 피닉스 시티 스토리 (1955)
- 딜론 보안관 (1955)
- 폭력 교실 (1955)
- 사우스 스트리트의 소매치기 (1953)
- 스나이퍼 (1952)
- 서스펜스 (1949)
- 스튜디오 원 (1948)